# منتخب كرواتيا لهوكي الجليد
منتخب كرواتيا الوطني لهوكي الجليد هو منتخب وطني يمثل كرواتيا في منافسات هوكي الجليد الدولية، بدأ منافساته في سنة 1992، نافس في بطولة العالم لهوكي الجليد 26 مرة، يحتل حالياً التصنيف السابع والعشرين على العالم.